# Peter Franchoijs
Peter Franchoijs (anche Pieter Franchoys) (Malines, 20 ottobre 1606 – Malines, 11 agosto 1654) è stato un pittore fiammingo.

## Biografia
Era figlio di Lucas Franchoijs il Vecchio e fratello di Lucas Franchoijs il Giovane.
Soggiornò in Francia nel 1631, fu in seguito libero maestro a Malines nel 1649 e lavorò per l'arciduca Leopoldo Guglielmo d'Austria. Le sue opere sono rare: si ricordano il Cardinal de Bérulle rifiuta la dignità di vescovo del 1637, ora nel seminario di Malines, In contanti del 1639 dei Musei reali dell'arte e della storia di Bruxelles e il Ritratto di ignoto del Städelsches Kunstinstitut di Francoforte sul Meno. 

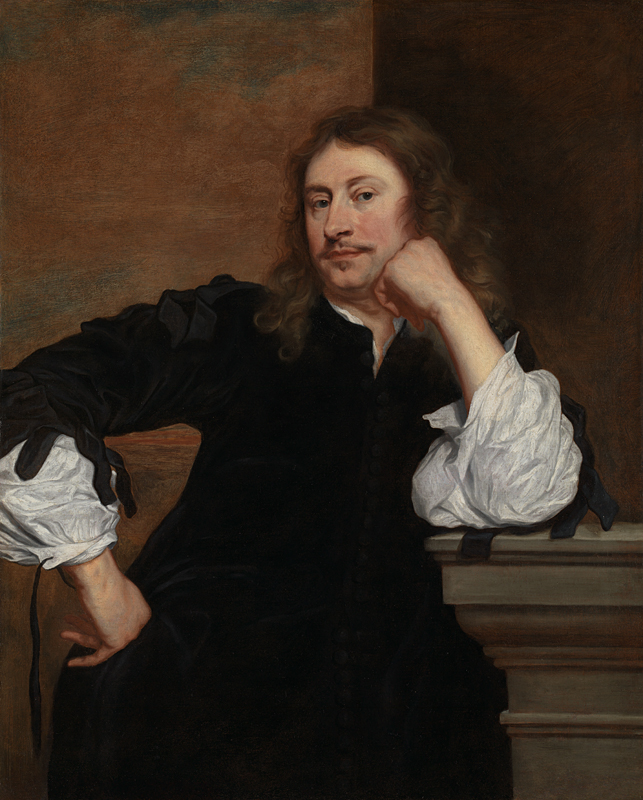
Ritratto di Lucas Fayd'herbe

Gli è stato attribuito anche il Ritratto di Lucas Fayd'herbe, ora alla National Gallery di Londra.